# Ubi primum (Benet XIV)
|  | Per a altres significats, vegeu «Ubi primum». |

Ubi primum és una encíclica del Papa Benet XIV, publicada el 3 de desembre de 1740. Està dirigida als bisbes i els demana que posin major atenció en els deures propis que tenen en tant que pastors del ramat catòlic, especialment pel clergat (preparació teològica i fidelitat al magisteri, però també una vida moral concorde).
Recorda als bisbes que, tot i que es compleixin els requisits d'edat perquè un candidat passi d'un orde a un altre, cal tenir en compte la veritable idoneïtat del candidat i no promoure'l sense que consti aquesta, tot pel bé dels fidels i evitar escàndols. Tracta també de la cura del seminari que ha de tenir personalment el bisbe doncs:
| « | «Molto spesso i Vescovi furono soliti lamentarsi che la messe era molta e gli operai pochi; ma forse avrebbero dovuto anche dolersi di non aver dedicato essi stessi lo zelo necessario per formare operai pari e adeguati alla messe. Infatti i buoni e valorosi operai non nascono, ma si fanno; e spetta soprattutto alla solerzia e all'impegno dei Vescovi che si facciano» (Encíclica Ubi primum de Benet XIV, punt Nº 2). | » |

Dedica a continuació els següents paràgrafs a recordar als bisbes l'obligació de romandre a la seva diòcesi i de visitar fins al darrer racó del seu territori. Finalment, els exhorta a ser ells mateixos els principals promotors dels sagraments i de la litúrgia entre els sacerdots i fidels.
És la primera cara d'un papa que porta el títol d'«encíclica»: «Epistola Encyclica et Commonitoria ad omnes Episcopos».